# Hermann Barrelet
Hermann Joseph Barrelet de Ricou, także Henri Barrelet (ur. 25 września 1879 w Neuchâtel, zm. 24 kwietnia 1964) – francuski wioślarz, mistrz olimpijski. Posiadał także szwajcarskie obywatelstwo.
Wystąpił na Letnich Igrzyskach Olimpijskich 1900, na których zdobył złoty medal w jedynkach (w finale uzyskał czas 7:35,6 wyprzedzając następnego zawodnika o sześć sekund).
Zdobywał medale na mistrzostwach Europy: był mistrzem kontynentu w 1901 roku w jedynce, w 1909 roku w ósemce oraz w 1913 roku w dwójce podwójnej.